# غرب تريبورا
غرب تريبورا رمزها «WT» (بالإنجليزية: West  Tripura)‏ ، هو تقسيم إداري لدولة الهند تتبع ولاية ترايبورا (بالإنجليزية: Tripura)‏، مركزها هو مدينة اجارتالا (بالإنجليزية: Agartala)‏ عدد سكانها حسب تعداد سنة 2001 هو 1,530,531 ، مساحتها 2,997 كم² وكثافة السكان 511 لكل كم² .